# Golden (Travie McCoy)
Golden è un singolo del rapper statunitense Travie McCoy, il terzo estratto dal secondo album in studio Rough Water e pubblicato il 15 giugno 2015.

## Descrizione
Golden ha visto la partecipazione vocale della cantante australiana Sia ed è stato composto dai due cantanti insieme al musicista Diplo, produttore del brano.

## Classifiche
| Classifica (2015) | Posizione massima |
| ----------------- | ----------------- |
| Australia         | 4                 |
| Belgio (Fiandre)  | 74                |
| Indonesia         | 3                 |
| Italia            | 66                |
| Nuova Zelanda     | 20                |
| Slovacchia        | 69                |